# Фальцовка

Способы фальцовки

Фальцо́вка (нем. falzen «сгибать») в типографском деле — процесс складывания листов в тетради определённого объёма и формата с соблюдением последовательного расположения страниц в сфальцованной тетради для получения книжных и брошюрных изданий. Сама линия сгиба называется фальцем.
По числу сгибов фальцовка бывает одно-, двух-, трёх- и четырёхсгибной (соответственно образуются тетради в 4, 8, 16 и 32 страницы); по взаимному расположению последовательных сгибов — параллельной (каждый последующий сгиб параллелен предыдущему), перпендикулярной (каждый последующий сгиб перпендикулярен предыдущему) и комбинированной (частично параллельные сгибы, частично перпендикулярные).
Часто для бумаги плотностью более 170 г/м² и картона фальцовке предшествует операция биговки, чтобы сохранить приемлемый внешний вид продукции на сгибе.
Если на месте фальца находится плашка, то биговку делать желательно и при использовании менее плотных бумаг, в противном случае на изображении краска потрескается. Особенно это касается бумаги матового мелования.
Также часто фальцуют чертёжные ватманы формата А2 и более крупные.

## Фальцевальные машины
Для процесса фальцовки используют соответствующее оборудование — фальцевальные машины.
Самые распространённые на данный момент — кассетно-ножевые фальцевальные машины, предназначенные для поточного производства, то есть фальцовки продукции в больших количествах. Процесс фальцовки происходит следующим образом: лист, проходящий через первую пару валов, заходит в кассету, упираясь в регулируемый упор, далее, толкаемый валами, изгибается под действием собственной упругости, образуя петлю, которая захватывается следующим валом, примыкающим к нижнему валу первой пары и протаскивается в следующую кассету, расположенную противоположно вниз первой, и т. д. в зависимости от количества кассет. Если одна или все кассеты закрыты, то лист, упираясь в заглушку, разворачивается об нижний вал соответствующей кассеты и проходит дальше и так далее до выходных валов.
Выходные валы — это последняя пара валов, расположенных отдельно от фальцевальных валов, но вращающиеся с остальными. На выходных валах устанавливается перфорационный нож для лучшей перпендикулярной фальцовки. Перфорация нарушает плотность бумаги в местах фальца, делая фальц более чётким и избегая образования морщин вокруг фальца. Это происходит на плотной бумаге больше 115 г/м² потому, что при складывании листа в два и более раз плотность повышается и наружные страницы сфальцованной тетради короче и уже внутренних, а перфорация убирает лишнюю плотность и лист просто складывается пополам ещё раз. Для перпендикулярных фальцев используются поперечные дополнительные приставки с кассетами или дополнительные встроенные узлы с ножами, в зависимости от конструктивных особенностей машины. Конфигурации могут быть следующие:
- 4 кассеты + 4 кассеты + нож (приставка);
- 6 кассет + нож + 4 кассеты (приставка);
- 4 кассеты + нож;
- 6 кассет + нож;
- 4 кассеты + 2 ножа и др.